# どぉなっちゃってんだよ
「どぉなっちゃってんだよ」は、岡村靖幸の12枚目のシングル。
1990年7月21日にEPIC・ソニーより発売された。

## 概要
前作「Peach Time」から5ヶ月振りの新曲。前作に続き、本作発売から4か月後には、「どぉなっちゃってんだよ」PVを収録したVideo CDが発売された。

## 収録曲
（全曲作詞・作曲・編曲：岡村靖幸）
1. どぉなっちゃってんだよ
  - フジテレビ系『1or8』初代エンディングテーマ。
  - 発売から20年後となる2010年にテレビ東京系ドラマ『モテキ』の劇中曲として使用された。
2. どぉなっちゃってんだよ (Adult Only Mix)

## 収録アルバム
| 曲名                                    | 収録アルバム         | 備考                                       |
| --------------------------------------- | -------------------- | ------------------------------------------ |
| どぉなっちゃってんだよ                  | 『家庭教師』         |                                            |
| どぉなっちゃってんだよ                  | 『OH! ベスト』       |                                            |
| どぉなっちゃってんだよ                  | 『岡村ちゃん大百科』 |                                            |
| どぉなっちゃってんだよ                  | 『エチケット』       | リアレンジバージョン（パープルジャケット） |
| どぉなっちゃってんだよ (Adult Only Mix) | 『岡村ちゃん大百科』 |                                            |

## 収録作品・カバー
| 発売日         | タイトル                                                                | 規格品番              |
| -------------- | ----------------------------------------------------------------------- | --------------------- |
| 1991年07月01日 | VHS/DVD『LIVE 家庭教師 '91』                                            | ESVU-328              |
| 1991年08月01日 | VHS/DVD『It's a Peachful World』                                        | ESVU-324              |
| 2007年08月01日 | 桜塚やっくん『どぉなっちゃってんだよ』                                  | UPCH-89010 UPCH-80029 |
| 2010年09月08日 | 『モテキ的音楽のススメ ～土井亜紀・林田尚子盤～』                       | AICL-2163             |
| 2011年09月21日 | 『モテキ的音楽のススメ Covers for MTK Lovers盤』(OKAMOTO'Sによるカバー) | AICL-2295             |
| 2012年03月28日 | DVD/BD『ライブ エチケット』                                             | DDBV-6001 DDXV-6001   |
| 2012年12月19日 | BOX『20世紀と伝説と青春』                                               | MHBL-220              |
| 2024年9月15日  | SANDAL TELEPHONE カバー                                                 |                       |